# Nadap
Nadap (em alemão: Kaltenberg) é um município da Hungria, situado no condado de Fejér. Tem 6,93 km² de área e sua população em 2015 foi estimada em 541 habitantes.